# Perfectly Good Guitar
| Recensione                        | Giudizio        |
| --------------------------------- | --------------- |
| AllMusic                          | [ 1 ]           |
| The New Rolling Stone Album Guide | [ 2 ]           |
| Sputnikmusic                      | 3.9 (Excellent) |
| Piero Scaruffi                    | [ 4 ]           |
| Dizionario del Pop-Rock           | [ 5 ]           |
| 24.000 dischi                     | [ 6 ]           |

Perfectly Good Guitar è un album discografico di John Hiatt, pubblicato dalla casa discografica A&M Records nel settembre del 1993.
L'album raggiunse la quarantasettesima posizione della classifica statunitense Billboard 200 (25 settembre 1993).

## Tracce
1. Something Wild – 4:31
2. Straight Outta Time – 4:30
3. Perfectly Good Guitar – 4:38
4. Buffalo River Home – 5:11
5. Angel – 3:18
6. Blue Telescope – 4:21
7. Cross My Fingers – 4:02
8. Old Habits – 4:42 (John Hiatt, Marshall Chapman)
9. The Wreck of the Barbie Ferrari – 4:35
10. When You Hold Me Tight – 5:23
11. Permanent Hurt – 3:22
12. Loving a Hurricane – 3:58

Edizione CD del 1993, pubblicato in Europa dalla A&M Records (540 130-2)
1. Something Wild – 4:31
2. Straight Outta Time – 4:30
3. Perfectly Good Guitar – 4:38
4. Buffalo River Home – 5:11
5. Angel – 3:18
6. Blue Telescope – 4:21
7. Cross My Fingers – 4:02
8. Old Habits – 4:42 (John Hiatt, Marshall Chapman)
9. The Wreck of the Barbie Ferrari – 4:35
10. When You Hold Me Tight – 5:23
11. Permanent Hurt – 3:22
12. Loving a Hurricane – 3:58
13. I'll Never Get Over You – 4:36 – Bonus Track

## Musicisti
- John Hiatt - voce, chitarra, pianoforte, organo
- Michael Ward - chitarra solista
- Matt Wallace - chitarra
- Ravi Oli - sitar elettrico
- John Pierce - basso
- Brian MacLeod - batteria, percussioni[9]
- Dennis Locorriere - accompagnamento vocale, coro
- Jean McClain - accompagnamento vocale, coro
- Shaun Mariani - accompagnamento vocale, coro
- The Studio Sausages - accompagnamento vocale, coro[10]

Note aggiuntive
- Matt Wallace - produttore
- Registrazione e mixaggio brani (numero: 3, 4, 5, 6, 7, 8, 9, 10, 11 e 13) effettuati al Ocean Way Studios di Hollywood (California)
- Cliff Norrell - ingegnere delle registrazioni
- Tony Philips - ingegnere delle registrazioni (brani numero: 1, 2 e 12)
- Jeff DeMorris, Jim Champagne e Noel Hazen - assistenti ingegneri delle registrazioni[10]
- Chuck Beeson e Rich Frankel - art direction
- Rebecca Chamlee con Chuck Beeson - design album
- Mark Seliger - fotografia
- Chuck Beeson - fotografie chitarra[9]